# Chaetozone abranchiata
Chaetozone abranchiata är en ringmaskart som först beskrevs av G.A. Hansen 1878.  Chaetozone abranchiata ingår i släktet Chaetozone och familjen Cirratulidae. Arten har ej påträffats i Sverige. Inga underarter finns listade i Catalogue of Life.